# Teucrium lepicephalum
Teucrium lepicephalum es una especie de pequeño arbusto de la familia Lamiaceae  endémico de la Provincia de Alicante, España.

## Descripción
Es un pequeño arbusto de hasta 30 cm de altura, de  tallos erectos y finos. Las hojas son opuestas y lineares, con el envés blanquecino. Las inflorescencias son cónicas y nacen del extremo de los tallos. Las flores son pequeñas (menos de 1 cm), de color rosado, púrpura o blanco. Produce semillas negras globosas de alrededor de 1 mm. 
Crece únicamente en tomillares sobre sustratos pobres, pedregosos, margosos o yesosos entre 100 y 400 m de altitud en las localidades de La Nucía, Polop,  Altea, Orcheta y Finestrat.

## Conservación
Debido a su distribución tan restringida, la especie está protegida a nivel europeo (Directiva de Hábitats (92/43/CEE), nacional (Real Decreto 7/12/1995, BOE núm. 310, de 28 de diciembre), y autonómico (Orden de 20 de diciembre de 1985, DOGV núm. 36, de 3 de febrero). También está incluida en el Catálogo Valenciano de Especies de Flora Amenazadas (DOCV núm. 6021, de 26 de mayo de 2009). Como consecuencia, se han tomado varias medidas para su conservación como el depósito de semillas en el banco de Germoplasma del Jardín Botánico de Valencia y la preparación de protocolos para su propagación. Las poblaciones están incluidas en un LIC y las de Orxeta están protegidas también por dos Microrreservas de Flora.

## Taxonomía
Teucrium lepicephalum fue descrita originalmente por Carlos Pau en el Boletín de la Sociedad Aragonesa de Ciencias Naturales en 1904 (Bol. Soc. Aragonesa Ci. Nat. 3:286 (1904)).
Sinonimia
- Teucrium pumilum subsp. lepicephalum ( Pau) O.Bolòs &  Vigo in Collect. Bot. (Barcelona) 14:91 (1983)[1][7]

## Nombre común
- Español: zamarrilla de los yesos.
- Catalán: poliol amarg de la Nucia.